# Borda dera Casa des de Roy
Borda dera Casa des de Roy és una obra del poble de Gessa, al municipi de Naut Aran (Vall d'Aran) inclosa a l'Inventari del Patrimoni Arquitectònic de Catalunya.

## Descripció
Borda, de dos nivells d'alçada i amb coberta a dues aigües. La capièra es troba paral·lela a la paret d'oest. Al nivell inferior es troba un portal de pedra treballada (amplada: 1,95?m; alçada: 2,05?m) amb xamfrà. La llinda, composta per tres elements, està una mica corbada (com se sol fer en la primera meitat del segle xviii). L'element del mig està reaprofitat d'una llinda d'una finestra doble d'estil renaixentista posada cap per baix. Ho mostren els arcs falsos en punta i l'escut capgirat. Són del 17 (...) 46 que coincideix amb l'any de construcció de la casa i del portal. L'any està escrit en posició normal feta de la mateixa pedra de clau. Al desús del portal es va trobar una porta de paler (del segle XX) de fusta i al mateix nivell, més cap al sud, hi ha una finestra de pedra que reprodueix la mateixa corba de la llinda de la porta, més aquestes pedres de la volta no presenta un xamfrà.